# L'Angélus architectonique de Millet
Ne doit pas être confondu avec L'Angélus.
L'Angélus architectonique de Millet est un tableau du peintre espagnol Salvador Dalí réalisé en 1933. Cette huile sur toile est inspirée, comme son nom l'indique, de L'Angélus de Jean-François Millet. Elle est conservée au Musée Reina Sofía, à Madrid. Ce tableau a été peint peu avant Réminiscence archéologique de l'Angélus de Millet, peint lui aussi par le peintre espagnol Salvador Dalí en 1935.